# Wahl zum Schwedischen Reichstag 1924
- SKP: 4
- SKP (H): 1
- S: 104
- B: 23
- FL: 28
- LP: 5
- AV: 65

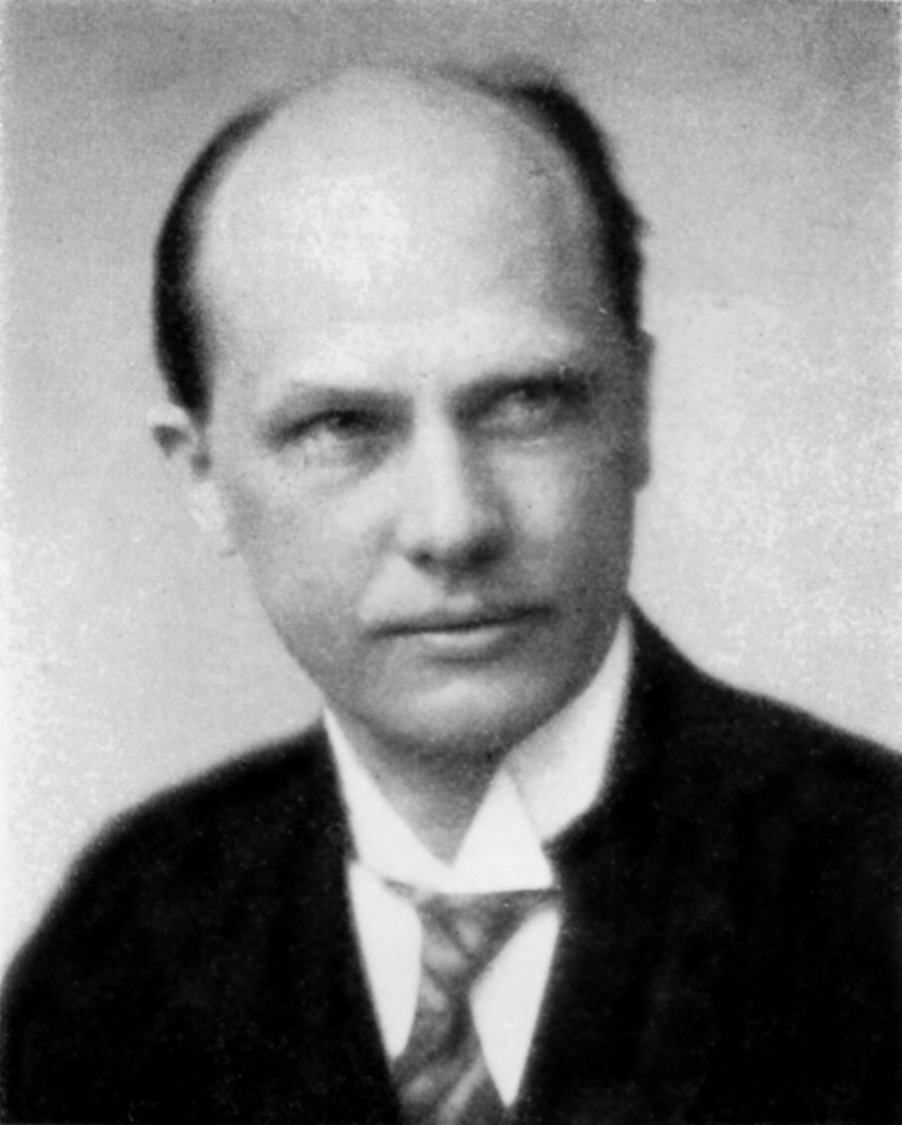
Rickard Sandler war nach der Wahl zunächst drei Monate lang Handelsminister und wurde dann mit 41 Jahren völlig unerwartet zum Ministerpräsidenten von Schweden ernannt, weil sowohl Amtsinhaber Branting als auch sein vorgesehener Nachfolger gleichzeitig schwer erkrankten.

Im September 1924 fand eine Wahl zur Zweiten Kammer des Schwedischen Reichstags statt. 
Im Jahre 1923 war es zu einer Spaltung der liberalen Partei gekommen. Die Mehrheit, die für die Prohibition (ein absolutes Alkoholverbot) eintrat, bildete die Freisinnige Volkspartei. Die Minderheit, die gegen die Prohibition war, gründete die Liberale Partei. Erst 1934 kam es zu einer Wiedervereinigung der beiden liberalen Parteien. 
Auch bei den Kommunisten kam es zu einer Spaltung. Die alte kommunistische Partei unterstützte die Kommunistische Internationale, die neugegründete kommunistische Partei hingegen nicht. 
Nach der Wahl kam es zu einer Ablösung von Ministerpräsident Ernst Trygger (Allgemeiner Wählerbund), der eine konservative Minderheitsregierung anführte, durch den Sozialdemokraten Hjalmar Branting. 
| Partei                                                                              | % Stimmen | Veränderung zu 1921 |
| ----------------------------------------------------------------------------------- | --------- | ------------------- |
| Sozialdemokraten Sveriges socialdemokratiska arbetareparti                          | 41,1 %    | +4,7 %              |
| Konservative Allmänna valmansförbundet (Allgemeiner Wählerbund)                     | 26,1 %    | +0,2 %              |
| Freisinnige Volkspartei Frisinnade landsföreningen                                  | 13,0 %    | +13,0 %             |
| Bauernbund Bondeförbundet                                                           | 10,8 %    | -0,3 %              |
| Liberale Partei Sveriges liberala parti                                             | 3,9 %     | +3,9 %              |
| Kommunisten (Komintern) Sveriges kommunistiska parti (Kominternanslutet)            | 3,6 %     | -1,0 %              |
| Kommunisten (nicht Komintern) Sveriges kommunistiska parti (Icke kominternanslutet) | 1,5 %     | +1,5 %              |
| Andere Parteien                                                                     | 0,4 %     | +0,1 %              |